# Bennett County

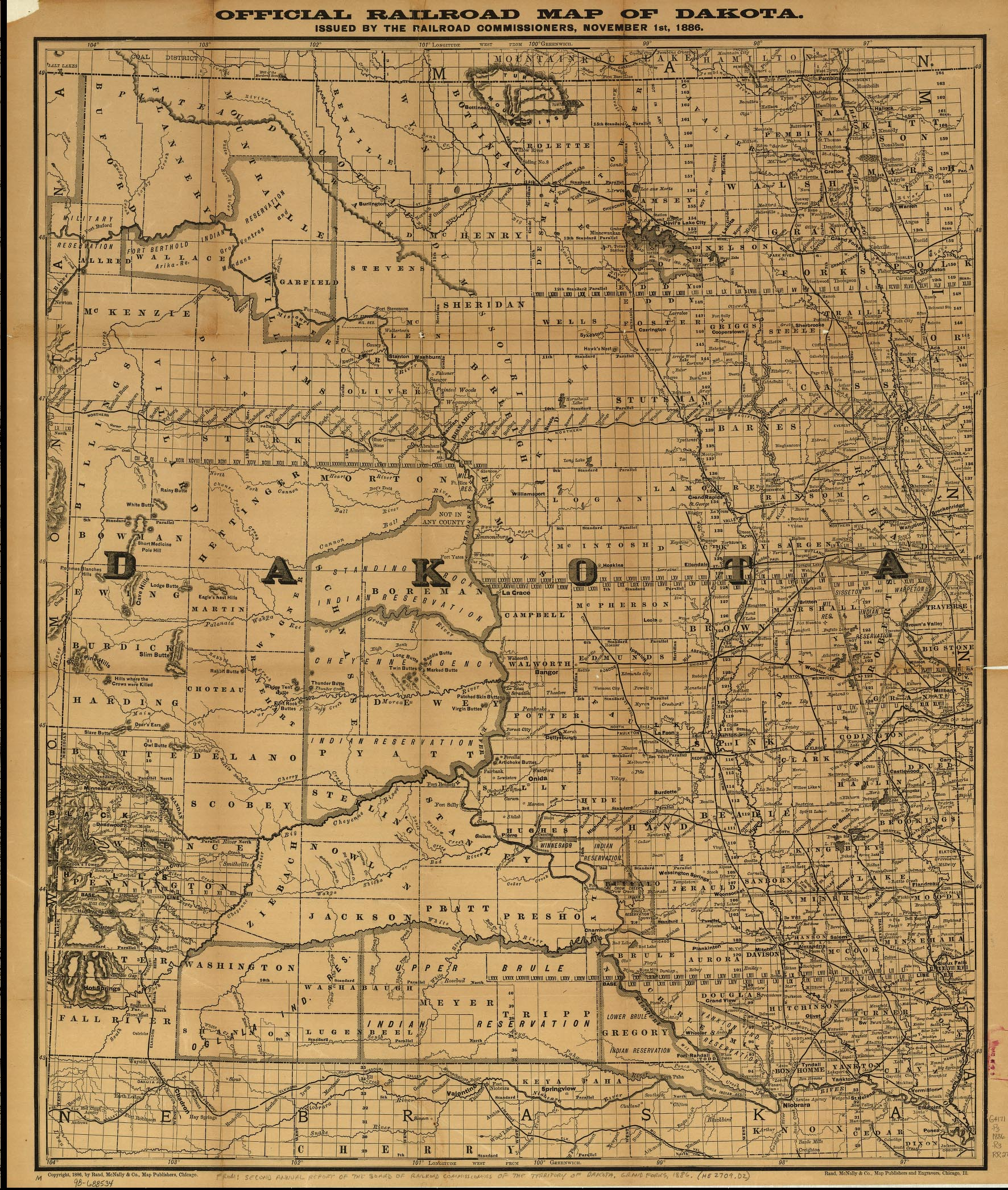
Historische Karte des Dakota-Territorium, nach der Bennet County Bestandteil der Pine Ridge Reservation war. (Oglala Indian Reservation)

Bennett County ist ein County im Bundesstaat South Dakota der Vereinigten Staaten. Das U.S. Census Bureau hat bei der Volkszählung 2020 eine Einwohnerzahl von 3381 ermittelt. Der Verwaltungssitz (County Seat) ist Martin.

## Geographie
Das County liegt im Südwesten von South Dakota, grenzt im Süden an Nebraska und hat eine Fläche von 3084 Quadratkilometern; davon sind 14 Quadratkilometer (0,45 Prozent) Wasserflächen. Es grenzt im Uhrzeigersinn an folgende andere Countys: Jackson County, Todd County, Cherry County und Oglala Lakota County. Auf dem Gebiet des Countys befinden sich neben dem Lacreek National Wildlife Refuge noch drei weitere Schutzgebiete.

## Geschichte
Das County wurde am 9. März 1909 gegründet und nach dem Politiker und Juristen Granville G. Bennett benannt. Ursprünglich Teil der Great Sioux Reservation wurde das Gebiet des County am 2. März 1889 Teil der Pine Ridge Indianer Reservation.
1910 wurde das Gebiet in Parzellen geteilt. Dies entsprach nicht der Rechtsauffassung und der Kultur der Ureinwohner, die keinen Grundeigentum kannten. Die Sioux zogen als Nomaden durch das Gebiet und kannten keine festen Siedlungen. Gesetzliche Grundlage dafür lieferte der Dawes Act von 1887 und ein Beschluss des US-Kongress von 1910 das Gebiet des County zusammen mit Gebieten der heutigen Jackson und Mellette County für die Besiedlung durch Weiße Siedler zu öffnen. Indianer-Familien erhielten 160 Acres, die damit zur Aufgabe ihres Nomadenlebens und zur Sesshaftigkeit gezwungen wurden (Ein Acre entspricht 4046,9 m² Land). Der Rest des Gebiets wurde nach dem Homestead Act von 1862 zur Besiedlung freigegeben. Interessierte US-Bürger (Ureinwohner galten damals nicht als US-Bürger) konnten sich in Chamberlain, Dallas, Gregory und Rapid City für eine Parzelle Land bewerben. Da es trotz einer seit 2 Jahren herrschenden Dürre mit 54.000 Personen, mehr Interessenten für die zirka 8000–10.000 verfügbaren Parzellen gab, musste das Los entscheiden. Im Oktober 1911 wurden die Gewinner bestimmt.
Am 27. April 1912 fanden die ersten Wahlen zur County Verwaltung statt. Stimmberechtigt waren nur US-Bürger. Als County Seat wurde im November 1912 Marin gewählt. Nach Rodung des Präriegrases bauten die weißen Siedler primär Weizen an. Das hatte fatale Folgen und durch die Urbarmachung traten massive Dürren auf. Die tiefen Wurzeln des Präriegrases, dessen Halme den Staub auffingen, hatten die oberen Bodenschichten vor Erosion bewahrt, die nun massiv einsetzte. Durch Trockenheit und Staubstürme wurden die Ernten vernichtet und die Menschen in ihren Häusern regelrecht eingeweht. Daraufhin mussten viele Farmer ihren Boden verlassen, als ihre finanziellen Ressourcen aufgebraucht waren. Sie suchten oft in anderen Regionen der USA nach Arbeit, vor allem in der landwirtschaftlichen Produktion in Kalifornien. Hier traten sie in Konkurrenz zu anderen Wanderarbeitern. Die USA waren damals von der Weltwirtschaftskrise wirtschaftlich stark angeschlagen und verzeichneten eine enorm hohe Arbeitslosigkeit (siehe Dust Bowl).
Durch eine Anweisung des Innenministers am 10. Juni 1936 wurden freigewordene Flächen wieder an die Pine Ridge Indianer Reservation angegliedert. Etwa 1/3 der Fläche des County unterstanden wieder dem Reservat. Inzwischen stellen die Ureinwohner auch wieder die Mehrheit der Bevölkerung. Heute ist Bennet County das County mit dem höchsten Anteil an Mischlingen in den Vereinigten Staaten außerhalb von Oklahoma.
Der Einfluss der Sioux-Indianer hat sich im Laufe der Zeit bedeutend erhöht. So wurde 2002 Charles Cummings als erster Ureinwohner zum County Sheriff gewählt. Pine Ridge Reservation erhebt weiterhin Anspruch auf das gesamte Gebiet des County.

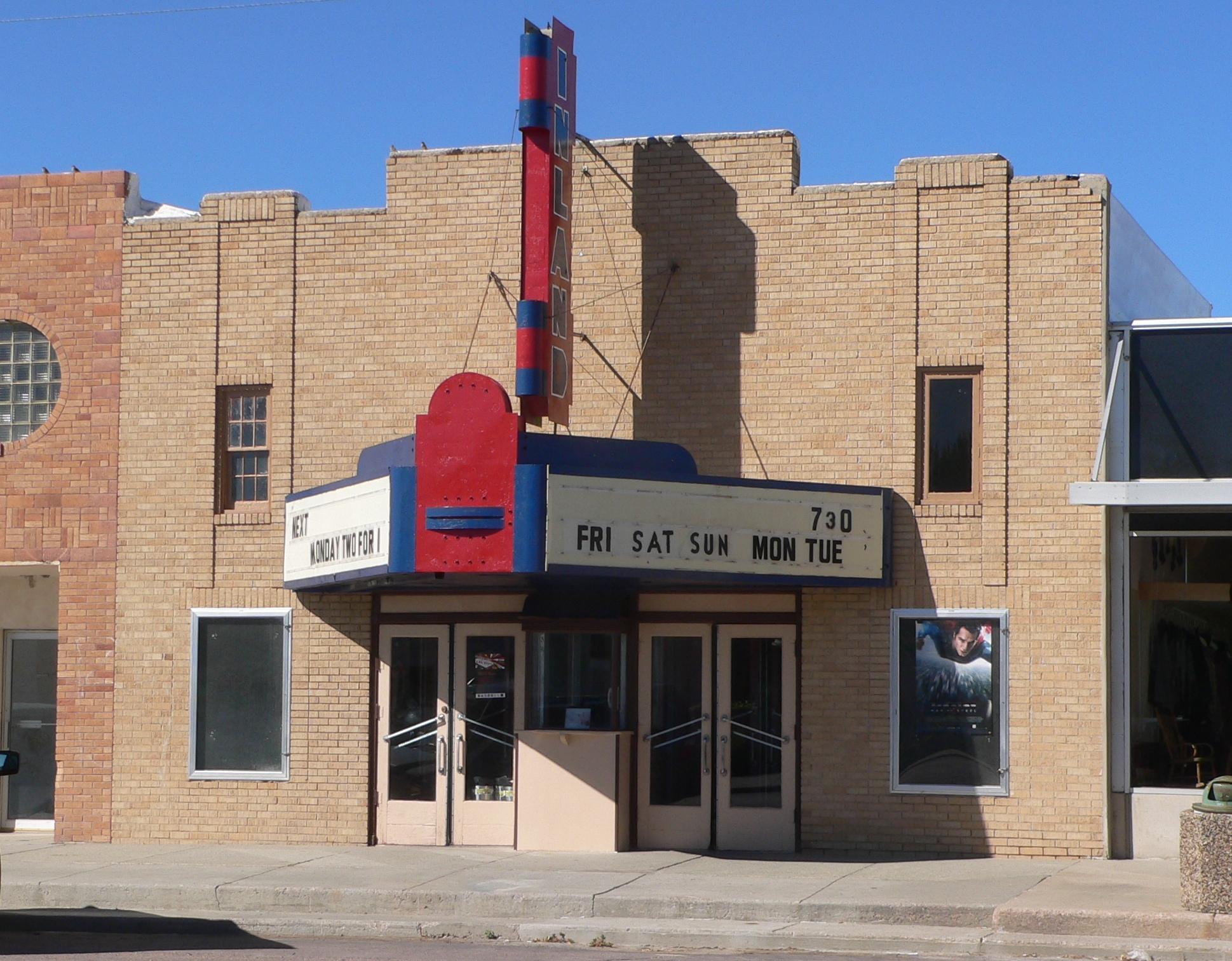
Inland Theater (2013)

Ein Bauwerk des Countys ist im National Register of Historic Places (NRHP) eingetragen (Stand 29. Juli 2018), das Inland Theater.